# Richard Hammond
Richard Mark Hammond (ur. 19 grudnia 1969 w Solihull) – brytyjski dziennikarz i jeden z byłych prezenterów popularnego programu telewizyjnego Top Gear (pozostali to: James May i Jeremy Clarkson). Richard ma swoją cotygodniową rubrykę w dodatku motoryzacyjnym Daily Mirror oraz pisze felietony i prezentuje klasyczne auta w magazynie Top Gear.
Wcześniej pracował w radiu York i radiu Cumbria.
Ma żonę Amandę, lepiej znaną jako Mindy (ślub odbył się 4 maja 2002 r.) oraz dwie córki Isabellę i Willow.
Posiadacz trzech koni, czterech psów, dwóch kotów, królika oraz kur i owiec. Jest właścicielem m.in.: dwóch Land Roverów, Suzuki GSXR 1000, Dodge Chargera, Porsche 911, Morgan V6 Roadster i Mustanga Shelby GT390.
Richard Hammond prowadził również program Brainiac, gdzie przeprowadzał niekonwencjonalne a czasami też kontrowersyjne eksperymenty w konwencji popularnonaukowej. W Polsce program Brainiac był nadawany przez kanał telewizyjny Discovery Science. Prowadzi także serię „Tajemnice powiązań inżynieryjnych” oraz „Anatomia głupoty według Richarda Hammonda” na kanale National Geographic oraz programy charytatywne telewizji BBC „Sport Relift”. Możemy go także oglądać na specjalnych DVD programu Top Gear.
Richard Hammond wydaje również książki o samochodach dla dzieci i dorosłych oraz książki z elementami autobiografii.
Do tej pory w Polsce ukazały się nakładami wydawnictw Znak i Insignis Media cztery z nich: „Świat Samochodów Richarda Hammonda” (również w formie albumu z ilustracjami), „Rok Ekstremalnych Przygód”, „Jak zostać arktycznym ninja” oraz „Na krawędzi. Moja opowieść”.

## Wypadek „Vampire”
20 września 2006 został poważnie ranny podczas kręcenia scen do jednego z odcinków Top Gear.
Wypadek miał miejsce na pasie startowym jednego z lotnisk. Hammond kierował odrzutowo napędzanym bolidem o nazwie „Vampire”, który przyspieszając wytwarza przeciążenia zbliżone do tych występujących w nowoczesnych samolotach, a do hamowania wykorzystuje spadochrony. W momencie wypadku jechał z prędkością około 483 km/h.
Jego bolid oderwał się od ziemi, wypadł z toru i wielokrotnie koziołkował. Ustalono, że przyczyną było pęknięcie przedniej prawej opony. Świadkowie zdarzenia dziwią się, że prezenter nie poniósł śmierci na miejscu.
W momencie dotarcia do niego ratowników Hammond był nieprzytomny, jednak gdy oczekiwał na transport do szpitala odzyskał świadomość i uskarżał się na ból pleców. Prezentera przetransportowano do szpitala w Leeds, gdzie stwierdzono u niego między innymi uraz mózgu.
Rankiem 22 września jego stan został określony jako stabilny, a Hammond został przeniesiony z oddziału intensywnej terapii. 23 września postawił pierwsze kroki po wypadku. W następnym tygodniu przetransportowano go do szpitala znajdującego się bliżej jego domu w Gloucestershire. Opiekujący się nim neurolog ocenił czas całkowitego powrotu do zdrowia na około 6 miesięcy, mimo iż pierwotnie obawiano się, że Richard spędzi w szpitalu nawet ponad rok.
Hammond wrócił do zdrowia i 28 stycznia 2007 wyprawiono mu uroczyste wejście do studia i poprowadził wraz z Jeremym Clarksonem i Jamesem Mayem pierwszy odcinek dziewiątej serii Top Gear na antenie BBC. Pierwsze jego słowa to: „W życiu nie miałem większego obciachu!” (chodziło tu o wystrój studia, a dokładniej uroczyście udekorowane schody od samolotu, po których „zszedł” do studia).

### Zbiórka funduszy na pogotowie lotnicze Yorkshire
Rozgłos związany z wypadkiem prezentera zaowocował wielką zbiórką na utrzymanie śmigłowca, którym został on przetransportowany do szpitala po wypadku. 24 września fundacja zajmująca się zbiórką poinformowała, że odzew był tak wielki, że za zebrane środki zostanie sfinansowany zakup drugiego latającego ambulansu.

## Wypadek w Szwajcarii
10 czerwca 2017 roku podczas nagrywania programu The Grand Tour testowany przez Hammonda elektryczny samochód wypadł z drogi i zapalił się.
Do zdarzenia doszło w Szwajcarii, podczas wyścigu, który odbywał się na potrzeby programu stacji Amazon Prime. Richard Hammond siedział za kierownicą Rimaca Concept One. Prezenter motoryzacyjny stracił panowanie nad kierownicą samochodu, który wypadł z trasy wyścigu na łuku i dachował. Richard wyczołgał się z wywróconego auta kilka sekund przed tym, jak stanęło w ogniu.
Rzecznik The Grand Tour poinformował, że chociaż całe zdarzenie wyglądało poważnie, to po przewiezieniu prezentera helikopterem do szpitala, stwierdzono u niego tylko uraz kolana.